# الرسالة الأولى إلى تيموثاوس
الرسالة الأولى إلى تيموثاوس هي إحدى رسائل العهد الجديد التي تنسب إلى الرسول بولس، وهي إحدى الرسائل الرعوية – الرسائل الموجهة إلى تيموثاوس و‌تيطس و‌فليمون – أي الرسائل التي كتبت لإرشاد وتشجيع راع كنيسة ما، ووضعت فيها شروط أو قوانين للشمامسة والأساقفة بشكل عام.
تنسب هذه الرسالة بحسب التقليد الكنسي لبولس الرسول وقد بعثها إلى تيموثاوس والذي كان على الأغلب راع كنيسة أفسس في اليونان، ويسود الاعتقاد بأنها قد كتبت حوالي عام 62م بينما يظن بعض دارسي الكتاب المقدس بأنها كتبت في الفترة ما بين 66م إلى 67م.

## مضمون الرسالة
على عكس أغلب رسائل بولس التي اهتمت بالرد على اجوبة وقضايا عقائدية وإيمانية تتميز هذه الرسالة بتركيزها على الجانب التنظيمي في الكنيسة وعلى توجيه إرشادات لرعاة الكنيسة، وتتشابه في هذه النقطة مع الرسالة إلى تيطس فكِلا الرسالتان موجهتان إلى أسقفين مسؤلين عن كنائس بينما تختلفان عن الرسالة الثانية إلى تيموثاوس التي كتبت في ظروف مختلفة تحت ظل الاضطهاد الذي اثاره نيرون ضد الكنيسة الناشئة فكان هدفها تشجيع المسيحيين على الثبات في إيمانهم في الوقت الذي كان فيه بولس مسجوناً في روما.

## أقسام الرسالة
الإصحاح الأول : التنبيه من معلمي الناموس الذين يقاومون مايصفه كاتب الرسالة بالتعليم الصحيح. وضرورة التمسك بغاية الوصية وهي المحبة من قلب طاهر.
الإصحاح الثاني : إرشادات مختلفة حول أصول العبادة في الكنيسة.
الإصحاح الثالث : الصفات الواجب توفرها في الأساقفة والشمامسة خدام الكنيسة.
الإصحاح الرابع : وصايا لتيموثاوس وتشجيعه على العمل في حقل الخدمة دون أن يتردد بسبب حداثته.
الإصحاح الخامس : التطرق لأوضاع الأرامل والشيوخ والعبيد في الكنيسة.
الإصحاح السادس : التحذير من محبة المال ووصايا للمسيحيين الأغنياء وتذكير تيموثاوس بالحفاظ على الوديعة التي أئتمنه الله عليها.

## مواضيع ذات صلة
- بولس
- تيموثاوس
- رسالة بولس الرسول الثانية إلى تيموثاوس